# Lavagno
Lavagno (Lavàgno in veneto) è un comune italiano di 8 677 abitanti della provincia di Verona in Veneto.

## Geografia fisica
Lavagno è un comune italiano sparso distante 16 chilometri da Verona.
È ad est del capoluogo provinciale, all'imbocco della valle di Mezzane. È attraversato dal progno di Mezzane.
I confini comunali sono delimitati a nord da Mezzane di Sotto, ad ovest e a sud da San Martino Buon Albergo, a sudest da Caldiero e ad est da Colognola ai Colli ed Illasi.
Il comune di Lavagno comprende tre frazioni: Vago, San Pietro (capoluogo comunale) e San Briccio. Vago si sviluppa lungo la SR11 Verona-Vicenza, San Pietro lungo la strada che va nella val di Mezzane, San Briccio su una collina a nord-ovest del capoluogo. Sempre nella frazione di Vago, in pianura, ha origine la SP16 della Via Cara che, per una lunghezza di circa 27 km, attraversa la parte iniziale della val di Mezzane per poi risalire l'altopiano lessinico e terminare nella località Bettola di Velo Veronese.

## Storia
Le ipotesi sul nome sono concentrate su un termine retico: Lavaniu.
Sono numerose le tracce archeologiche. Gli insediamenti più antichi sono paleoveneti. Del periodo fra il VII e VI secolo a.C. si ipotizza un villaggio vicino all'attuale San Briccio, su un colle ed un castelliere a Lepia dell'età del bronzo.
In epoca romana aumentò la presenza umana, anche in presenza del passaggio della via Postumia, che favorì la nascita di due centri: Lavaneus ad Montem e Lavaneus ad Planum.
Nel medioevo si rafforzò il centro a nord da cui nacque il paese di San Briccio.
Lavagno riprende importanza nell'XI secolo: dapprima con una storia locale ed in seguito seguendo Verona. Lavagno venne attribuita da Corrado II il Salico al Vescovo di Verona. Dopo due secoli passò al Comune di Verona e poi agli Scaligeri, ai Visconti ed infine a Venezia, quando la Serenissima estese i suoi domini sul veronese.
Dal Medioevo numerose famiglie patrizie acquisirono terre nella zona, alcune legando il proprio nome a ville che costruirono.
La presenza monastica ed ecclesiastica fu notevole, specialmente nei due secoli passati sotto il vescovo di Verona. A San Giuliano di Lepia il monastero risale al XII secolo ed ospitò il Papa Lucio III; San Giacomo di Grigliano è del XIV secolo. La leggenda dice che nel luogo furono rinvenuti i resti mortali dell'apostolo Giacomo.

## Monumenti e luoghi d'interesse
Lavagno presenta sul proprio territorio alcune belle realtà di architettura sia religiosa che civile.

### Architetture religiose

#### Le Chiese
- Chiesa di San Briccio - XIX secolo
- Chiesa di San Giacomo del Grigliano - XIV secolo

È un gioiello d'architettura sacra. La chiesa, gotica fu eretta dai veronesi alla fine del XIV secolo. Richiama nello stile le chiese coeve della città. Vi sono affreschi di Martino da Verona.
- Chiesa San Pietro di Lavagno - XIX secolo

Coeva della precedente, contiene opere antiche provenienti da chiese di Verona.

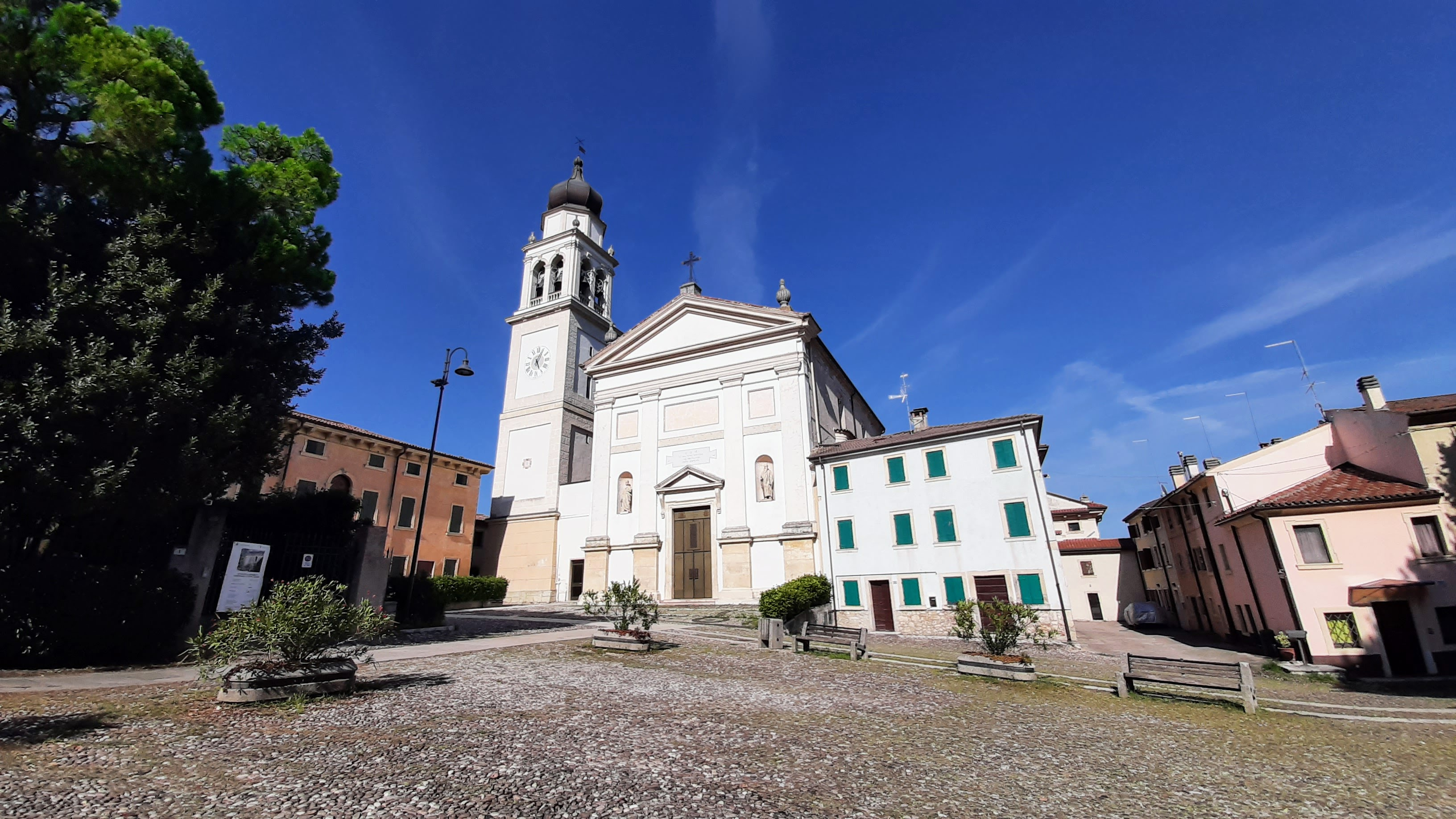
Chiesa parrocchiale di San Pietro di Lavagno.

#### Capitelli votivi
Realtà spesso dimenticata, perché considerata arte povera, i capitelli fanno parte della cultura e della storia paesana, nel territorio si contano ben 11 croci, 28 capitelli alla Madonna e 10 dedicati ai santi. Alcuni risalenti al XVII secolo.

Ci sono ancora capitelli risalenti al 1600 carattere propiziatorio, mentre quelle del XIX secolo e XX secolo si identificano come ex voto.

### Architetture civili

#### Le ville
- Villa Verità - XVIII secolo

Conosciuta anche con il nome di Villa del Boschetto, edificata per Girolamo Verità da Domenico Curtoni (allievo del Sammicheli), la Villa presenta un pronao concluso da un timpano ornato di statue; all'esterno si notano i giardini pensili, le fontane e la peschiera, all'interno sono conservati affreschi di Filippino Maccari e Giorgio Anselmi.
- Villa Alberti - XVIII secolo
- Villa Fraccaroli - XVIII secolo
- Villa Da Lisca - XIX secolo
- Villa Zannini - XVIII secolo

Il palazzo è un notevole edificio di origine settecentesche. Si presenta armonioso nelle sue linee composte e si spiega in un lungo corpo orizzontale corretto nella parte centrale, prominente e frontonata. Le parti laterali sono adibite ad abitazione del personale dipendente e a rustici. L'architettura è elegante soprattutto nella parte inferiore, dove si snoda a leggero bugnato liscio, con il bel portone incorniciato. Notevoli la balaustra delle finistre, la porta finestra del piano nobile, le chiavi che ingentiliscono i rettangoli delle finestre del piano terreno, le cornici nonché le pigne di pietra che rifiniscono il frontone. Nel centro del timpano terminale, decorato da acroteri, fa spicco lo stemma araldico della famiglia Da Porto, sostituita nella proprietà della villa nei due secoli dagli Alberti e dagli Zannini. Splendido il parco, ampio e lambito dal torrente Mezzane. Esso conserva le spartiture settecentesche degli alberi, delle numerose aiuole, delle siepi e dei prati. Conserva anche un'antichissima ghiacciaia. Le lodi di questa villa sono cantate in un poemetto Anonimo, ma è nota alla letteratura storica per l'eseguitovi arresto del patriota e poeta Carlo Montanari la sera dell'8 luglio 1852, dove seguì poi la condanna a morte. 
- Villa Castagna - XII secolo, la villa è un ex monastero successivamente abbattuto dai bombardamenti delle guerre. Dell'antico splendore si possono ancora ammirare: le scale a chiocciola e l'attuale cantina, ex sotterraneo del monastero. La villa si trova tra i confini di S. Pietro, la Val di Mezzane e il comune di Illasi.

### Architetture militari
Il Forte di San Briccio è una fortificazione eretta alla fine del XIX secolo dal Genio militare italiano: l'esproprio dei terreni per il forte iniziò nel 1882 e la costruzione prese avvio l'anno seguente. Fu costruito su una chiesa del XV secolo. Il progetto si rifà a quelli studiati da Andreas Tunkler, ufficiale del Genio austriaco. 
Anni or sono ospitava il Museo della Cultura Contadina e la Mostra della Preistoria; offriva inoltre ampi spazi utilizzati per mostre temporanee, rappresentazioni teatrali e riunioni.

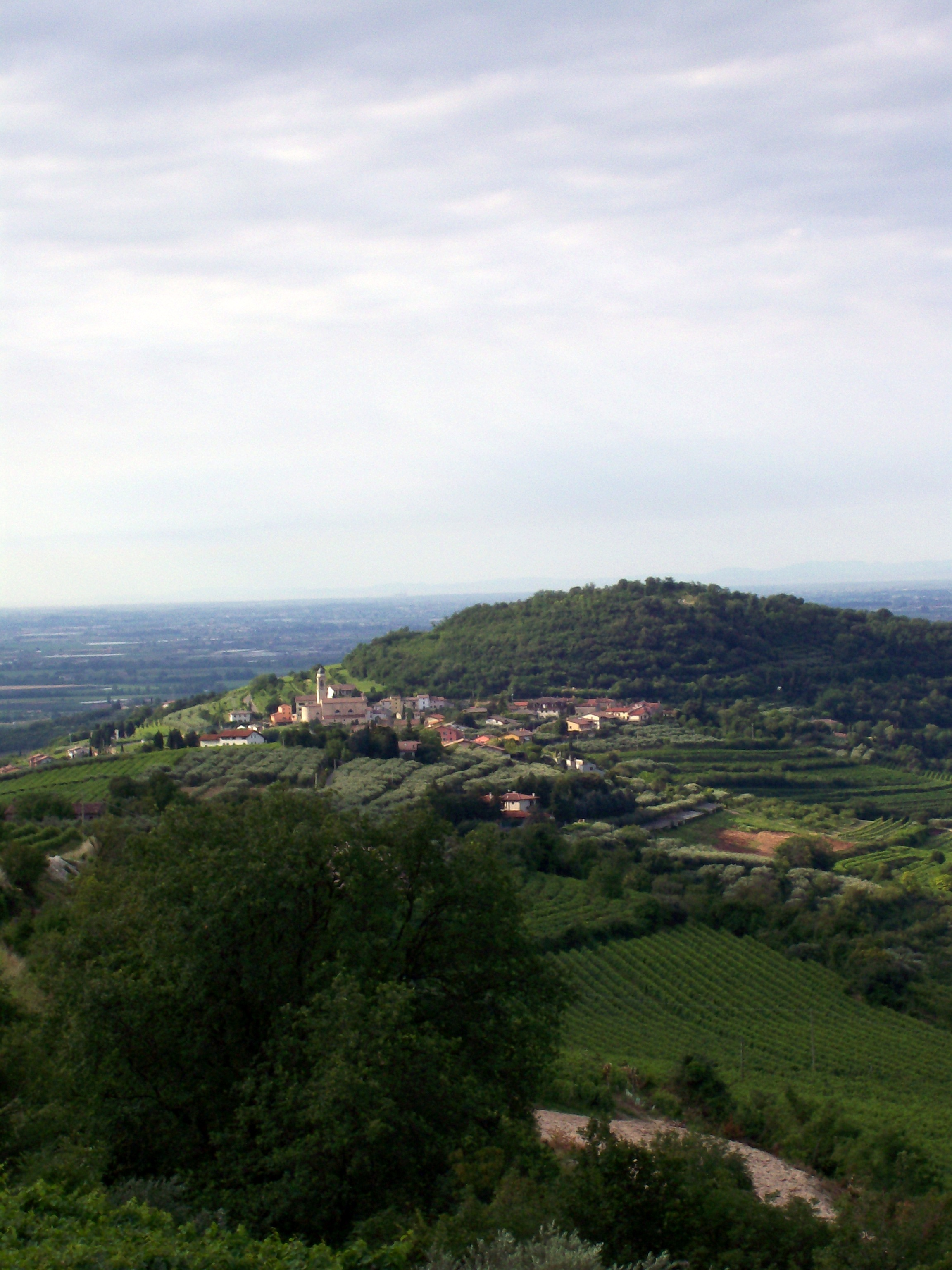
Veduta del centro abitato di S. Briccio.

## Società

### Evoluzione demografica
Abitanti censiti

## Cultura

### Eventi
- S. Briccio

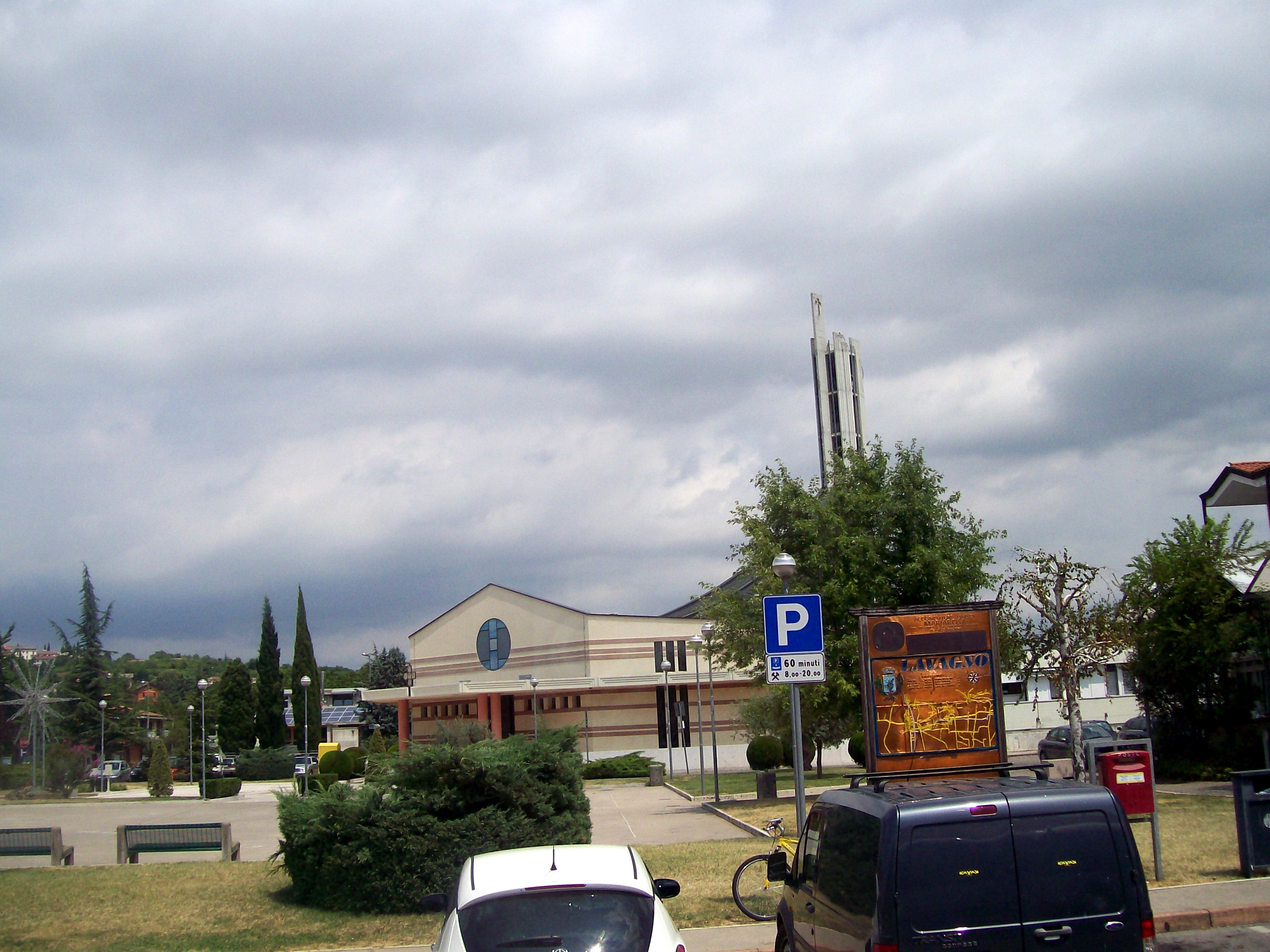
Chiesa parrocchiale di San Francesco d'Assisi in Vago.

A settembre, l'ormai famoso evento enogastronomico "Vino in Corte" 
- Carneval de Lavagno

Il sabato dopo "Venerdì gnocolar"
- Sagra di paese S. Pietro

A giugno Festa patronale SS. Pietro e Paolo
- Sagra di paese a Vago

Ad ottobre Festa patronale S. Francesco d'Assisi

## Economia
Lavagno nel passato fu esclusivamente agricolo. Oggi sono importanti le coltivazioni di cereali, oliveti e vitigni e la produzione di vino (Arcole DOC) e olio extravergine d'oliva; L'attuale posizione strategica ha portato allo sviluppo di imprese artigianali, industriali e commerciali e di attività legate all'edilizia.
È zona di produzione del vino Valpolicella DOC, dell'Amarone della Valpolicella e del Recioto DOC e dell'olio extravergine d'oliva DOP Veneto-Valpolicella.

## Amministrazione
Il comune fa parte del movimento patto dei sindaci 
| Periodo       | Periodo       | Primo cittadino    | Partito                           | Carica                              | Note                       |
| ------------- | ------------- | ------------------ | --------------------------------- | ----------------------------------- | -------------------------- |
| agosto 1985   | giugno 1990   | Dario Molinaroli   | Democrazia Cristiana              | Sindaco                             | [ 10 ]                     |
| luglio 1990   | aprile 1995   | Dario Molinaroli   | Democrazia Cristiana              | Sindaco                             | [ 11 ]                     |
| aprile 1995   | novembre 1996 | Celso Da Campo     | Lista Civica                      | Sindaco                             | Dimissioni                 |
| novembre 1996 | dicembre 1996 | Marco Padovani     | Lista Civica                      | Vicesindaco                         | Revoca                     |
| dicembre 1996 | marzo 1997    | Giampaolo Bettelli |                                   | Vicesindaco non di origine elettiva | Dimissioni del consiglio   |
| marzo 1997    | aprile 1997   | Paolo Crispino     |                                   | Commissario Prefettizio             | [ 15 ]                     |
| aprile 1997   | maggio 2001   | Giannino Corradini | Centro Sinistra - Liste Civiche   | Sindaco                             | [ 16 ]                     |
| maggio 2001   | maggio 2003   | Dario Molinaroli   | Centro Destra - Liste Civiche     | Sindaco                             | Scioglimento del consiglio |
| dicembre 2001 | marzo 2002    | Arnaldo Anselmi    |                                   | Commissario Prefettizio             | [ 18 ]                     |
| luglio 2002   | luglio 2002   | Gerardino Mattia   |                                   | Commissario Prefettizio             | [ 19 ]                     |
| maggio 2003   | giugno 2004   | Gerardino Mattia   |                                   | Commissario Prefettizio             | [ 20 ]                     |
| giugno 2004   | giugno 2009   | Dario Molinaroli   | Centro Destra - Liste Civiche     | Sindaco                             | [ 21 ]                     |
| giugno 2009   | maggio 2019   | Simone Albi        | Lista civica: Uniti per rinnovare | Sindaco                             | [ 22 ] [ 23 ]              |
| maggio 2019   | in carica     | Marco Padovani     | Lista civica: Futuro insieme      | Sindaco                             | [ 24 ]                     |